# Krbela Vela
Koordinati:   43°39′36″N, 15°54′36″E
Krbela Vela je majhen nenaseljen otoček šibeniškega arhipelaga v srednji Dalmaciji; pripada Hrvaški. 
Otoček, na katerem stoji svetilnik, leži okoli 3,5 km jugovzhodno od Zlarina. Njegova površina meri0,156 km². Dolžina obalnega pasu je 2,17 km. Najvišji vrh na otočku je visok 18 mnm.
Iz pomorske karte je razvidno, da svetilnik, ki stoji na jugovzhodni strani otočka, oddaja svetlobni signal: R Bl 2s.